# Consiliul Regional de Cooperare
Consiliul Regional de Cooperare, sau CRC, este un cadru regional de cooperare pentru țările din Europa de Sud Est, cu scopul declarat de „promovare a cooperării reciproce și a integrării europene și euro-atlantice a Europei de Sud Est, în scopul de a inspira dezvoltarea în regiune pentru a beneficiu poporului său”.
CRC a înlocuit Pactul de Stabilitate pentru Europa de Sud-Est la 27 februarie 2008. Este un braț operațional al Procesului de Cooperare Sud-Est Europene (SEECP) și funcționează ca un punct focal pentru cooperarea în Europa de Sud-Est printr-un cadru deținut și condus regional. De asemenea, acționeaza ca un forum pentru implicarea continuă a comunității internaționale implicate în regiune.
În conformitate cu Strategia CRC și programul de lucru 2011-2013, activitatea organizației se concentrează asupra următoarelor domenii prioritare:
- dezvoltare economică și socială
- infrastructură și energie
- justiție și afaceri interne
- cooperarea în domeniul securității
- dezvoltarea capitalului uman și cooperarea parlamentară

CRC este format din 46 de țări, organizații și instituții financiare internaționale. Organizația are un Secretariat cu sediul în Sarajevo, Bosnia și Herțegovina, condus de Secretarul General Hido Biscevic, care a servit de la fondarea Consiliului și a fost numit în mai 2007 și reales în iunie 2010 de către miniștrii de externe ai SEECP. În afară de sediul din Sarajevo, Secretariatul are un birou de legătură la Bruxelles, cu instituțiile europene și euro-atlantice. 
Formatul reuniunilor CRC constă în reuniunea anuală și reuniunile Consiliului CRC, care au avut loc trimestrial. Conducerea CRC oferă îndrumare operațională și supraveghează organizația. Se compune din acei membri CRC care contribuie la bugetul Secretariatului CRC, precum și Uniunea Europeană (UE), reprezentată de Troica constând din Președinția UE, Comisia Europeană și Secretariatul Consiliului European.

„Consiliul Regional de Cooperare lucrează pentru a genera dezvoltare în Europa de Sud-Est și de a crea un climat politic care va permite punerea în aplicare a proiectelor de caracter regional, în beneficiul oamenilor din regiune. Ne concentrăm la consolidarea progresului economic și social, securitatea energetică, infrastructură, securitatea omului și statului de drept, precum și de reînnoire și de construire a potențialului uman din partea noastră a Europei. Sarcina noastră principală politică este de a susține și a încuraja progresul european și euro-atlantic a tuturor din Europa de Sud Est.”

- Hido Biščević, Secretarul General al Consiliului Regional pentru Cooperare

- Membri:
  -  Albania*
  -  Austria*
  -  Bosnia și Herțegovina*
  -  Bulgaria*
  -  Canada
  -  Croația*
  -  Cehia*
  -  Danemarca
  - statele membre  Uniunea Europeană; reprezentate de Troica, formată din Președinția UE, Comisia Europeană și Secretariatul Consiliului, precum și Parlamentul European .*
  -  Germania*
  -  Finlanda*
  -  Franța*
  -  Grecia*
  -  Ungaria*
  -  Irlanda*
  -  Italia*
  -  Letonia*
  -  Republica Moldova*
  -  Muntenegru*
  -  Norvegia*
  -  Polonia*
  -  România*
  -  Serbia*
  -  Slovacia
  -  Slovenia*
  -  Spania
  -  Suedia*
  -   Elveția*
  -  Macedonia de Nord*
  -  Turcia*
  -  Regatul Unit
  -  Statele Unite*
- Organizații internaționale
  - Consiliul Europei
  - Banca de Dezvoltare a Consiliului Europei
  - Banca Europeană pentru Reconstrucție și Dezvoltare
  - Banca Europeană de Investiții
  - Organizația Internațională pentru Migrație
  - NATO
  - Organizația pentru Cooperare și Dezvoltare Economică
  - Organizația pentru Securitate și Cooperare în Europa
  - Inițiativa de Cooperare în Sud-Estul Europei
  -  Națiunile Unite
  - Comisia Economică a Organizației Națiunilor Unite pentru Europa
  - Programul Națiunilor Unite pentru Dezvoltare
  - Misiunea de Administrație Interimară a Organizației Națiunilor Unite în Kosovo (UNMIK) prin rezoluție ONU
  - Banca Mondială

*membri ai consiliului CRC